# Aconitum confertiflorum
Aconitum confertiflorum là một loài thực vật có hoa trong họ Mao lương. Loài này được (DC.) Gáyer mô tả khoa học đầu tiên năm 1909.